# Un lunar en el sol
Un lunar en el sol (título original: A Raisin in the Sun) es una película dramática estadounidense de 1961 dirigida por Daniel Petrie y protagonizada por Sidney Poitier, Ruby Dee, Claudia McNeil y Louis Gossett Jr. (en su debut cinematográfico). 
Adaptada de la obra de 1959 del mismo nombre de Lorraine Hansberry, sigue la historia de una familia negra que quiere una vida mejor lejos de la ciudad. Fue estrenada por Columbia Pictures el 29 de mayo de 1961 y recibió críticas positivas.

## Sinopsis
Walter Lee Younger, un joven negro que vive en un pequeño apartamento en Chicago con su mujer, su hijo, su hermana y su madre, no puede evitar sentirse como si fuera un prisionero. Pero, un día, surge en su vida una oportunidad inesperada gracias a un cheque de 10.000 dólares. 

## Reparto

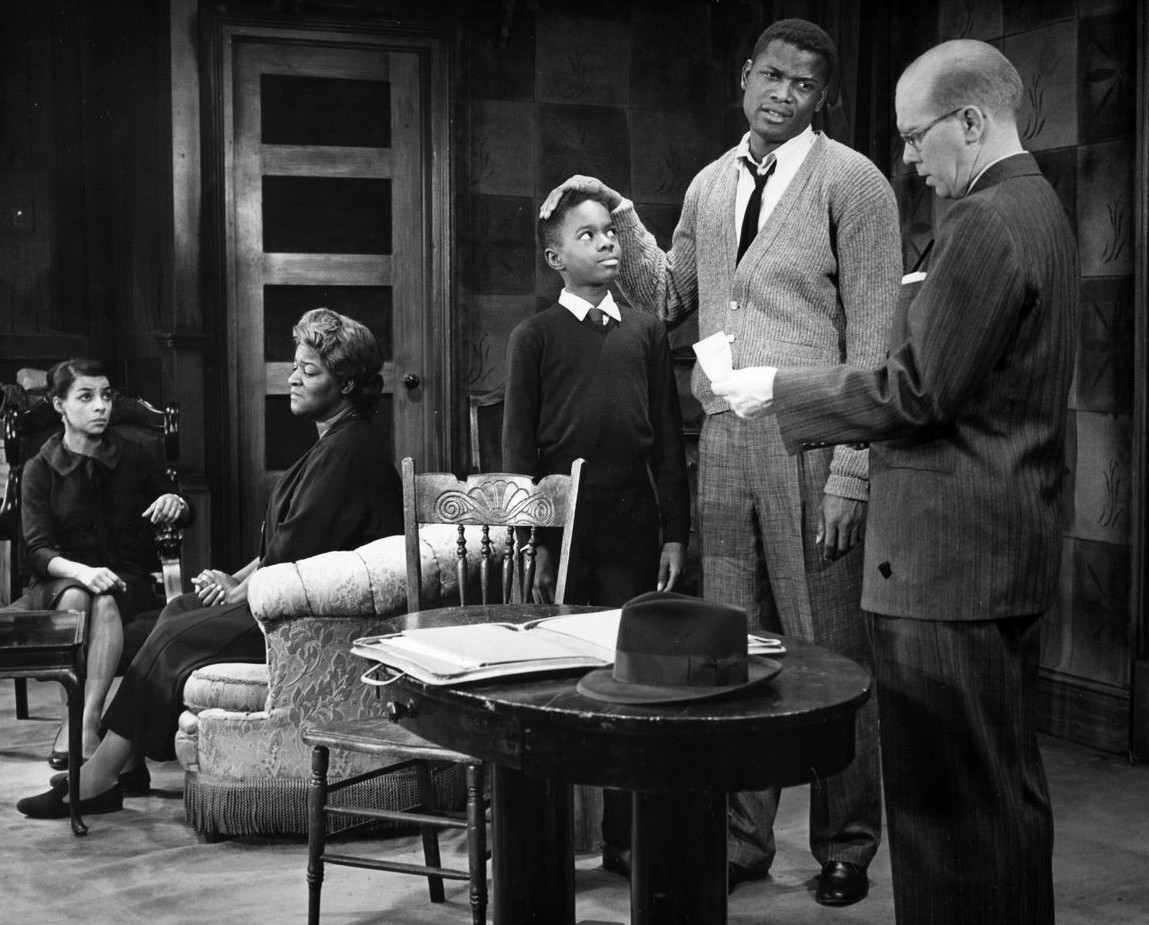
Escena de la película. De izquierda a derecha: Dee, (Ruth Younger); Claudia McNeil, (Lena Younger); Glynn Turman, (Travis Younger); Sidney Poitier, (Walter Younger) y John Fiedler, (Karl Lindner).

- Sidney Poitier como Walter Lee Younger
- Ruby Dee como Ruth Younger
- Claudia McNeil como Lena Younger
- Diana Sands como Beneatha Younger
- Stephen Perry como Travis Younger
- John Fiedler como Mark Lindner
- Ivan Dixon como Joseph Asagai
- Louis Gossett Jr. como George Murchison
- Joel Fluellen como "Bobo"
- Roy Glenn como Willie Harris
- Louis Terrel como Herman

## Recepción

### Crítica
Rotten Tomatoes le da a la película una calificación del 90% según 50 reseñas. El consenso se resume: "Dirigido por una actuación magistral de Sidney Poitier, A Raisin in the Sun combina de manera experta el comentario social con puro entretenimiento".

### Premios y nominaciones
Ruby Dee ganó el National Board of Review a la Mejor Actriz de Reparto. Tanto Poitier como McNeil fueron nominados a los Globos de Oro y el director Petrie recibió un "Premio Gary Cooper" especial en el Festival de Cannes de 1961.
Claudia McNeil recibió excelentes críticas por su actuación y fue nominada al Globo de Oro a la Mejor Actriz en una Película Dramática y al Premio BAFTA a la Mejor Actriz.